# Balclutha sandersi
Balclutha sandersi är en insektsart som beskrevs av Davidson och Delong 1935. Balclutha sandersi ingår i släktet Balclutha och familjen dvärgstritar. Inga underarter finns listade i Catalogue of Life.